# Antalis caprottii
Antalis caprottii is een Scaphopodasoort uit de familie van de Dentaliidae. De wetenschappelijke naam van de soort is voor het eerst geldig gepubliceerd in 2012 door Martínez-Ortí & Cádiz.